# جون هربرت كليبورن
جون هربرت كليبورن (بالإنجليزية: John Herbert Claiborne)‏ هو طبيب عسكري أمريكي، ولد في 16 مارس 1828، وتوفي في 1905.